# Apanteles nigritegula
Apanteles nigritegula är en stekelart som beskrevs av Vladimir Ivanovich Tobias och Kotenko 1986. Apanteles nigritegula ingår i släktet Apanteles och familjen bracksteklar. Inga underarter finns listade i Catalogue of Life.